# 雷德西利亚德尔坎波
雷德西利亚德尔坎波，是西班牙卡斯蒂利亚-莱昂布尔戈斯省的一个市镇。总面积17平方公里，总人口81人（2001年），人口密度5人/平方公里。